# 역 번호

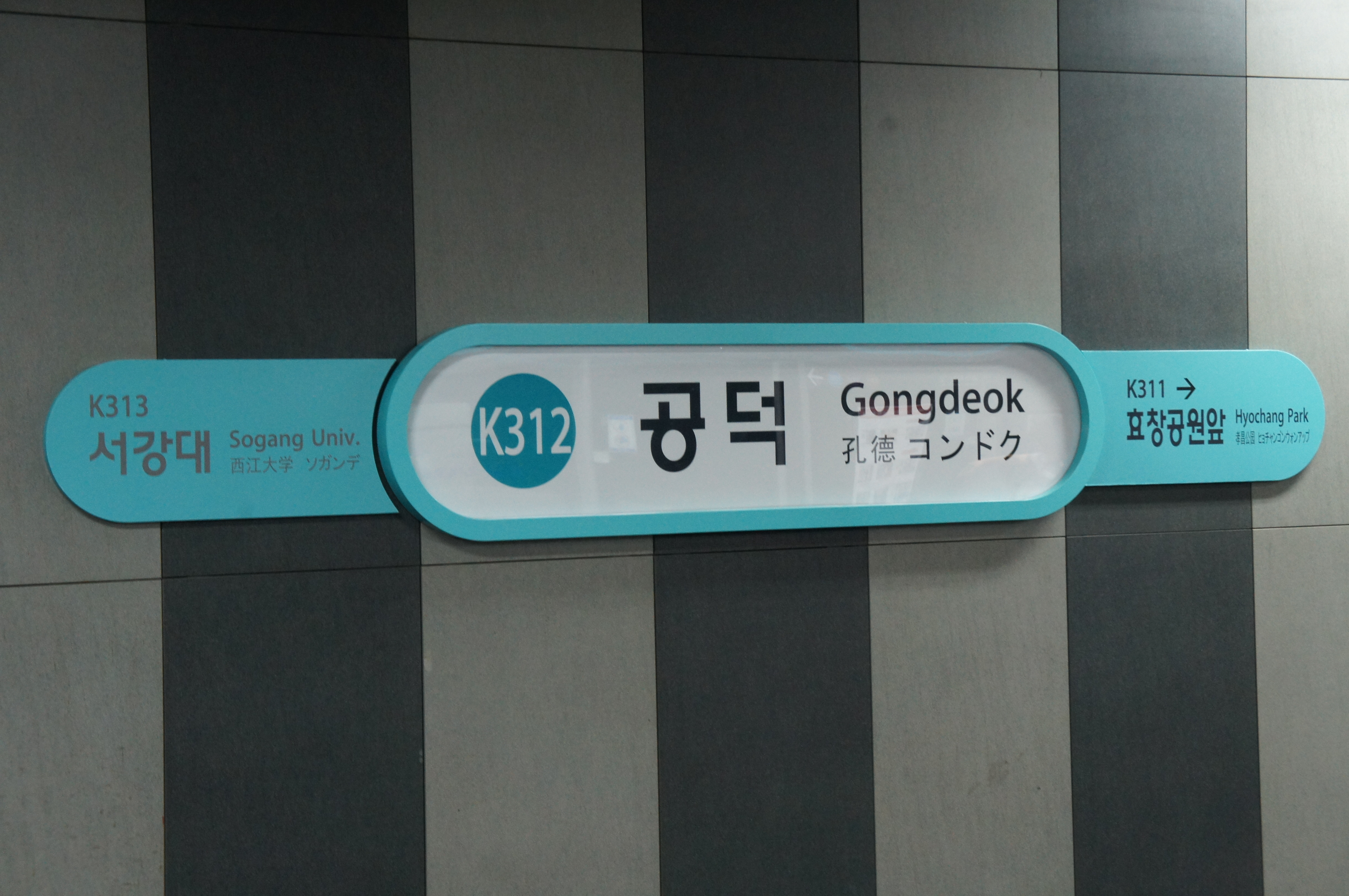
대한민국 서울에 위치한 수도권 전철 경의·중앙선 공덕역의 역 번호(K312)가 포함된 승차권 발매 전광판.

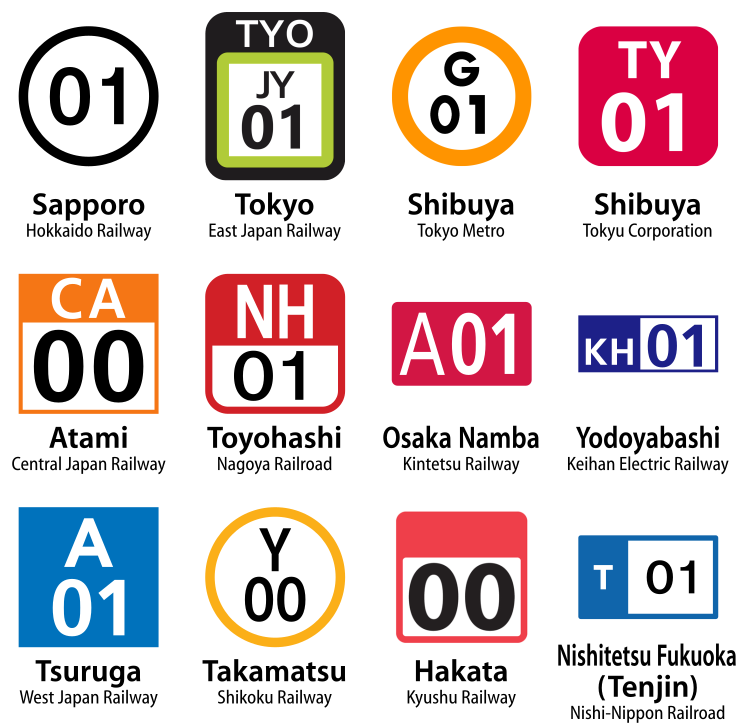
일본의 역 번호 아이콘 예시.

역 번호는 몇 개의 문자와 숫자로 구성된 역 코드를 철도역에 할당하는 안내 체계이다. 이 체계의 목적은 라틴 문자와 아라비아 숫자와 같이 전 세계적으로 통용되는 문자를 사용함으로써 현지 언어에 익숙하지 않은 외국인 여행자들이 쉽게 길을 찾을 수 있도록 하는 것이다. 이 체계는 현재 대한민국, 일본, 중화인민공화국, 중화민국, 인도네시아, 싱가포르, 태국, 미국 등 전 세계 여러 철도 회사에서 사용되고 있다.

## 역사
역 번호 체계는 1983년 서울 지하철 2호선의 일부 구간(을지로1가역~성수역) 개통과 함께 서울 도시철도에 의해 대한민국에서 처음 도입되었지만 크게 주목받지는 못했다.
일본에서 역 번호가 처음 사용된 것은 1984년 5월 나가사키 전기 궤도에서였다. 도쿄의 지하철 시스템은 2004년에 역 번호를 도입했다. 일본에서는 스포츠 행사가 역 번호 도입의 전환점이 되는 경우가 많다. 요코하마 시영 지하철은 2002년 FIFA 월드컵에 대비하여 역 번호를 도입했으며, 2020년 하계 올림픽을 앞두고는 대규모 역 번호 도입이 이루어졌다.

## 구조
역 번호는 대개 두 부분으로 구성되는데, 노선 기호 부분은 노선 이름이나 번호의 첫 부분을 포함하고 (아래 참조), 역 기호 부분은 철도 노선 및 시작역 번호에 대한 역의 숫자 위치를 나타낸다(아래 예시 참조).

### 노선 기호 부분
노선 기호 부분은 역이 속한 철도 노선을 나타내는 부분이다. 따라서 같은 철도 노선에 있는 모든 역은 동일한 노선 기호 부분을 공유한다.
대한민국이나 중화인민공화국 같이 철도 노선이 종종 숫자로 명명되는 국가(예: 수도권 전철 1호선, 상하이 지하철 15호선)에서는 철도 노선 이름에 사용된 숫자가 노선 기호로 사용된다.
일본과 같이 철도 노선이 숫자로 명명되지 않는 국가에서는 노선 기호 부분이 대개 한두 글자로 구성되며, 이는 종종 노선 이름의 로마자 표기의 약자, 그 중에서도 첫 글자인 경우가 많다. 그러나 같은 지역에 같은 첫 글자를 가진 두 개 이상의 노선이 있을 경우, 다른 회사 노선 간에도 노선 기호 중복을 피하기 위해 종종 변경된다(예: 도쿄 메트로 마루노우치선은 'M'을 사용하고, 도에이 지하철 미타선은 'I'를 사용하는데, 두 노선 이름 모두 M으로 시작함에도 불구하고 그러하다). 노선 기호 중복을 피하는 또 다른 방법은 약자와 상관없이 알파벳 순서(A부터 Z까지)로 할당하는 것이다.
대부분의 역 번호 시스템이 위에서 언급한 두 가지 스타일을 따르지만, 몇 가지 예외도 있다. 대한민국의 신분당선은 위에서 제시된 두 가지 일반적인 스타일을 따르지 않아도 될 만한 특별한 이유가 없음에도 불구하고 노선 기호로 문자 D를 사용하는데, 이는 운영사 네오트랜스의 디지털 기술 브랜딩 전략에 따른다. 이러한 예외의 또 다른 예는 일본의 세이부 철도가 운영하는 지선 중에도 있다. 그 중 하나가 세이부 이케부쿠로선인데, 노선 기호는 SI이다(노선 이름의 알파벳 약자). 세이부 사야마선은 세이부 이케부쿠로선에서 갈라지는 지선인데, 자체 알파벳 약자가 SI가 아님에도 불구하고 동일한 노선 기호 SI를 공유한다.

### 역 기호 부분
역 기호 부분은 하나의 전체 철도 노선 내에서 각 역을 식별하는 부분이다. 따라서 동일한 철도 노선 내에서는 역 기호가 중복되어서는 안 된다. 즉, 동일한 철도 노선에 두 개 이상의 역이 동일한 역 기호를 가져서는 안 된다.
대부분의 경우, 역 기호는 두 자리 숫자이다. 철도 노선의 시작역에는 주로 00(예: JR 도카이) 또는 01(예: 도쿄 메트로)이 할당되며, 노선을 따라 있는 역들은 순차적으로 오름차순 정수(즉, 시작역에 01이 할당되면, 시작역에서 바깥쪽으로 이동하는 사람이 처음 만나는 역에는 02가 할당되고, 그 다음 역에는 03이 할당되는 식)로 배정된다. 그러나 대한민국과 일본의 일부 철도 노선은 시작역 번호를 00 또는 01 외의 숫자로 할당한다. 이는 노선 연장 가능성에 대비하기 위한 것으로, 전체 노선을 옮기거나 다시 번호를 부여하는 대신 연장된 구간의 역 번호를 쉽게 매길 수 있도록 하기 위함이다(예: 수도권 전철 4호선의 상계역(410)에서 불암산역(409)까지의 연장).
본선에서 갈라지는 지선('Y'자형 궤도처럼)의 경우, 지선에 위치한 역에 번호를 부여하는 여러 가지 방법이 있다.
- 분기 번호(예: 서울 지하철 2호선의 성수지선은 211번 역인 성수역에서 본선에서 갈라진다. 따라서 지선에 위치한 역들에는 211-1, 211-2, 211-3, 211-4의 역 번호가 할당된다.)
- 문자 'P' 접두사(단어 'Point'의 약자)(예: 수도권 전철 5호선의 마천지선은 548번 역인 강동역에서 본선에서 갈라진다. 따라서 지선에 위치한 역들에는 P549, P550, P551, 그리고 차례로 P555의 역 번호가 할당된다.)
- 건너뛰는 번호(예: 한큐 고요선은 한큐 고베 본선의 슈쿠가와역에서 갈라지며, 이 역의 역 번호는 HK-09이다. 따라서 고요선에 위치한 역들에는 HK-29와 HK-30의 역 번호가 할당되었는데, 이들은 사용 가능한 다음 번호였다.)
- 본선의 지선에서 갈라지는 지선에 역이 있는 일부 경우, 지선 번호와 문자 'P' 접두사를 결합한 방법을 사용할 수 있다(예: 수도권 전철 1호선의 서동탄역으로, 역 번호는 P157-1이다).
- 지선을 별도의 노선으로 전환(예: 요코하마에서 요코하마선은 게이힌 도호쿠선의 히가시카나가와역에서 갈라지며, 이 역의 역 코드는 JK13이다. 히가시카나가와역 다음 정거장은 오구치역으로, 역 번호는 JH14이다.)

마찬가지로, 철도 노선 개통 후 신설된 역에 번호를 부여하는 여러 가지 방법이 있다. 아래 각 괄호 안에 적힌 숫자는 예를 들어 07번과 08번 역 사이에 두 개의 새로운 역이 추가되는 가상의 경우에 각 방법에 따라 새로운 역에 할당될 역 번호이다.
- 전체 노선을 옮기고 다시 번호 부여
- 하이픈이 있는 지선 번호 사용 (07-1, 07-2)
- 하이픈 없이 지선 번호 사용 (071, 072)[8][9]
- 소수점 번호 사용 (07.5, 07.6)[10]

## 역 번호를 사용하는 회사

### 벨라루스
- 민스크 메트로

### 중화인민공화국
- 청두 지하철 & 청두 트램 T2호선
- 충칭 궤도교통
- 둥관 궤도교통
- 포산 지하철, 가오밍 트램 및 난하이 트램 1호선
- 광저우 지하철, 광저우 하이주 환도 신형 노면전차 및 광저우 황푸 트램 1호선
- 마카오 경전철
- 우시 지하철
- 정저우 지하철
- 구 베이징 지하철 (1, 2, 13호선 및 바퉁선) - 2007년 폐지
- 구 상하이 지하철 10호선 - 2022년 폐지

### 인도네시아
- 자카르타 광역권
  - 트랜스자카르타 BRT[11]
  - KRL 통근선
  - 수카르노-하타 공항철도
  - 자카르타 MRT
  - 자카르타 LRT
  - 자카르타 광역 LRT
- 족자카르타 및 수라카르타 지역
  - 아디수마르모 공항철도
  - KAI 통근 족자카르타선
  - 욕야카르타 국제공항선
  - 바타라 크레스나 레일버스

### 일본
- 홋카이도 지방
  - 홋카이도 여객철도 - 2007년 10월 1일 도입
  - 삿포로 시영 지하철 - 2006년 1월 26일 도입
  - 삿포로 시영 전차 - 2015년 4월 1일 도입
  - 하코다테시 기업국 교통부
  - 도난 이사리비 철도 - 2016년 3월 26일 도입
- 도호쿠 지방
  - 고난 철도 - 오와니선은 2020년 10월 10일, 고난선은 2021년 4월 12일 도입
  - 센다이시 지하철 - 2015년 3월 도입
- 간토 지방
  - 동일본여객철도 - 수도권 지역은 2016년 8월 20일 도입,[12] 나리타선 전역은 2018년 1월, 도카이도 본선 및 이토선 전역은 2018년 11월, 주오선 쾌속 전역은 2019년 3월, 주오 본선 고부치자와역 동쪽 구간은 2020년 3월 도입.
    - 도쿄 모노레일
    - 도쿄 임해 고속 철도 (린카이선)

  - 도쿄 메트로 - 2004년 4월 1일 도입
  - 도쿄도 교통국
    - 도에이 지하철, 2004년 4월 1일 도입
    - 도덴 아라카와선 및 도쿄도 교통국 닛포리·도네리 라이너 - 2017년 11월 도입

  - 도쿄 임해 신교통 (유리카모메 도쿄 임해 신교통 임해선), 2006년 3월 27일 도입
  - 게이세이 전철 - 2010년 7월 17일 도입
    - 신케이세이 전철 - 2014년 2월 도입
    - 호쿠소 철도 - 2010년 7월 17일 도입
    - 시바야마 철도 - 2010년 7월 17일 도입

  - 게이힌 급행 전철 - 2010년 10월 21일 도입
  - 도큐 - 2012년 2월 도입
    - 요코하마 고속 철도 (미나토미라이선) - 2012년 9월 도입

  - 도부 철도 - 2012년 3월 17일 도입
  - 세이부 철도 - 2013년 3월 도입
  - 게이오 전철 - 2013년 2월 22일 도입
  - 오다큐 전철 - 2014년 1월 도입
    - 하코네 도잔 철도 - 하코네 로프웨이 및 하코네 관광선 포함

  - 사가미 철도 (소테쓰) - 2014년 2월 도입
  - 수도권 신도시 철도 (쓰쿠바 익스프레스) - 2005년 8월 24일 도입
  - 와타라세 계곡 철도 (와타라세 계곡 철도 와타라세 계곡선) - 2017년 3월 22일 도입
  - 사이타마 신도시 교통 (이나선) - 2018년 3월 23일 도입
  - 사이타마 고속 철도 (사이타마 고속 철도선 - 2016년 도입
  - 지치부 철도 - 2022년 9월 도입
  - 류테쓰 (나가레야마선) - 2018년 5월 도입
  - 지바 도시 모노레일 - 2019년 2월 도입
  - 도요 고속 철도 (도요 고속 철도 도요 고속선) - 2014년 3월 15일 도입
  - 조시 전기철도선 - 2018년 11월 23일 도입
  - 도쿄 다마 도시 모노레일 (다마 도시 모노레일선) - 2018년 2월 도입
  - 요코하마 시영 지하철 - 2002년 도입
  - 요코하마 시사이드라인 가나자와 시사이드라인 - 2010년 도입
  - 에노시마 전철 - 2011년 6월 9일 도입
  - 쇼난 모노레일
  - 도쿄 BRT - 2020년 10월 1일 도입
- 주부 지방
  - 도카이 여객철도 - 2018년 3월 도입[13]
  - 동일본여객철도 - 오이토선 구간만, 2016년 12월 12일 도입
  - 이즈 급행 - 2016년 12월 도입
  - 이즈하코네 철도
  - 가쿠난 전차 (가쿠난 전차 가쿠난선) - 2020년 4월 도입
  - 후지 급행 - 2011년 7월 1일 도입
  - 나가노 전철
  - 우에다 전철 (우에다 전철 벳쇼선) - 2016년 4월 1일 도입
  - 알피코 교통 - 2017년 3월 도입
  - 도야마 지방 철도 - 2019년 2월 9일 트램 노선, 3월 16일 철도 노선, 도야마코선은 2020년 3월 21일 (도야마 라이트 레일 회사 합병 시) 도입
  - 호쿠리쿠 철도 - 2019년 4월 1일 도입
  - 에치젠 철도 - 2017년 3월 25일 도입
    - 후쿠이 철도

  - 나가라가와 철도 (나가라가와 철도 에쓰미난선) - 2017년 도입
  - 아케치 철도 - 2017년 도입
  - 시즈오카 철도 - 2011년 10월 1일 도입
  - 엔슈 철도 철도선 - 2007년 12월 도입
  - 도요하시 철도 - 아즈마다 본선은 2007년, 아쓰미선은 2008년 도입
  - 나고야 시영 지하철 - 2004년 10월 6일 도입
    - 나고야 가이드웨이 버스 (유토리토 라인)
    - 나고야 임해 고속 철도 (나고야 임해 고속 철도 니시나고야코선)

  - 아이치 고속 교통 (아이치 고속 교통 도부큐료선) - 2005년 3월 6일 도입
  - 아이치 환상 철도선 - 2004년 4월 1일 도입
  - 나고야 철도 - 2016년 3월 도입
  - 다루미 철도 (다루미 철도 다루미선)
- 간사이 (긴키 및 주고쿠) 지방
  - 서일본 여객철도 - 2014년 8월 6일 도입[14]
  - 이세 철도 - 2008년 8월 1일 도입
  - 난카이 전기 철도 - 2012년 2월 23일 도입
    - 센보쿠 고속 철도
    - 한카이 전기 궤도

  - 윌러 트레인스 (교토 단고 철도) - 2015년 도입
  - 오사카 고속철도 - 2007년 3월 19일 도입
  - 오사카시 고속 전기궤도 - 2004년 7월 1일 도입
    - 기타오사카 급행 전철

  - 긴키 닛폰 철도 - 나라선은 2006년 3월 27일, 나머지는 2015년 8월 20일 도입
  - 고베 시영 지하철 - 2004년 9월 1일 도입
  - 고베 신교통 - 2006년 2월 2일 도입
  - 한큐 전철 - 2013년 12월 21일 도입
    - 노세 전철

  - 한신 전기 철도 - 2014년 4월 도입
  - 산요 전기 철도 - 2014년 2월 7일 도입
  - 고베 전철 - 2014년 4월 1일 도입
  - 게이한 전기 철도 - 2014년 4월 1일 도입
  - 교토 시영 지하철 - 2004년 11월 26일 도입
  - 게이후쿠 전기 철도 - 2007년 3월 19일 도입
  - 에이잔 전철 - 2008년 10월 19일 도입
  - 오미 철도 - 2018년 도입
  - 와카야마 전철 (와카야마 전철 기시가와선) - 2015년 도입
  - 오카야마 전기궤도 - 2017년 5월 도입
  - 미즈시마 임해 철도 - 2019년 도입
  - 히로시마 전철 - 1996년 10월 도입
  - 이치바타 전차
- 시코쿠 지방
  - 시코쿠 여객철도, 아사 해안 철도 (아사토선) 및 도사 구로시오 철도 - 2006년 3월 1일 도입
    - 도사 구로시오 철도는 듀얼 모드 차량으로 노선 서비스가 대체되면서 2021년 12월에 역 번호를 폐지했다.

  - 다카마쓰코토히라 전기 철도 - 2013년 12월 15일 도입
  - 이요 철도 - 2015년 6월 도입
- 규슈 지방
  - 큐슈여객철도 - 2018년 9월 30일 도입
  - 후쿠오카시 지하철 - 2011년 1월 24일 도입
  - 서일본 철도 - 2017년 2월 1일 도입
    - 지쿠호 전기 철도선 - 2013년 1월 28일 도입

  - 기타큐슈 고속철도
  - 헤이세이 지쿠호 철도 - 2019년 10월 1일 도입
  - 나가사키 전기 궤도 - 1984년 5월 30일 도입
  - 구마모토시 교통국 - 2011년 3월 1일 도입
  - 구마모토 전기철도 - 2019년 10월 1일 도입
  - 히사쓰 오렌지 철도 - 2019년 10월 1일 도입
  - 구마가와 철도 (유노마에선)
  - 가고시마시 교통국 - 2018년 4월 도입
  - 오키나와 도시 모노레일선 - 2019년 10월 1일 도입

### 대한민국
- 한국철도공사
- 수도권 전철
  - 서울교통공사 - 1982년~1983년경 도입
  - 인천교통공사
  - 서울시메트로9호선
  - 인천국제공항철도
  - 용인경량전철
  - 의정부경량전철
  - 네오트랜스 (신분당선)
  - 이레일 (서해선)
- 부산교통공사
- 부산-김해경전철
- 대구교통공사
- 대전교통공사
- 광주교통공사

### 말레이시아
- 클랑벨리 통합 대중교통 시스템

### 싱가포르
- MRT
- LRT

### 중화민국
- 대만 철로 관리국
- 대만 고속철도
- 타이베이 첩운
- 신베이 첩운
- 타오위안 첩운
- 타이중 첩운
- 가오슝 첩운

### 태국
- 방콕 스카이트레인
- MRT 블루 라인
- MRT 퍼플 라인
- 수완나품 공항연결선

### 미국
- MARTA (애틀랜타) - 2024년 8월 30일 도입
- 사운드 트랜짓 (시애틀)

### 베트남
- 하노이 지하철
- 호찌민 지하철

## 같이 보기
- 역 코드